# Pomphorhynchus tereticollis
Pomphorhynchus tereticollis är en hakmaskart som först beskrevs av Rudolphi 1809.  Pomphorhynchus tereticollis ingår i släktet Pomphorhynchus och familjen Pomphorhynchidae. Inga underarter finns listade i Catalogue of Life.